# Tabula Banasitana
 (mars 2016).

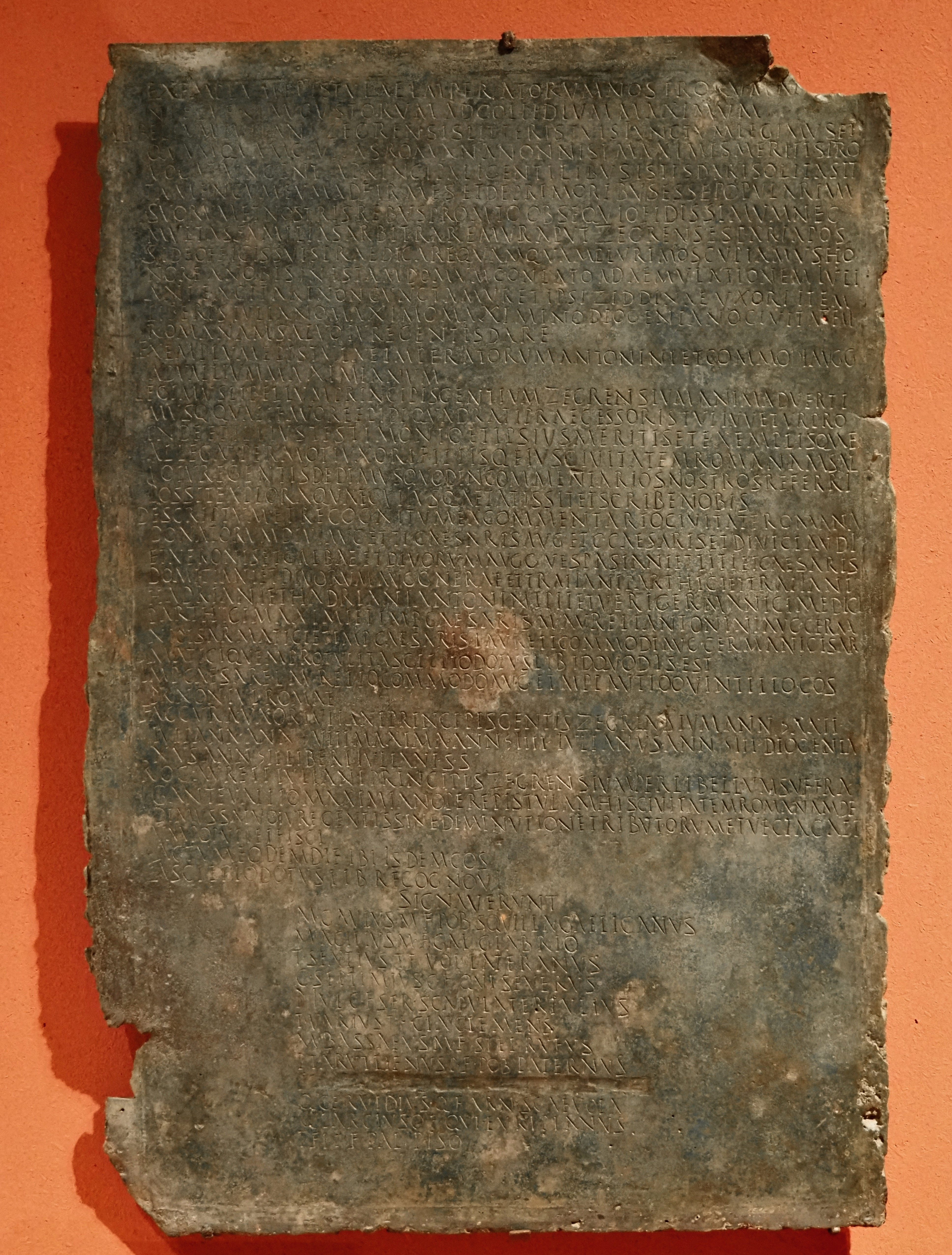
Tabula Banasitana

La Tabula Banasitana (en français « table de Banasa ») est un document épigraphique retrouvé à Banasa, dans l'actuel Maroc, en 1957 et aujourd'hui conservé au musée archéologique de Rabat. Il s'agit de la copie conforme, datée de 177 de documents relatifs à la concession de la citoyenneté romaine par l'empereur Marc Aurèle à une famille de notables des Zegrenses, une tribu de Maurétanie tingitane.
La Tabula Banasitana éclaire la procédure administrative suivie lors de la concession de la citoyenneté romaine à titre viritane (viritim, donnée à titre personnel). Elle éclaire aussi les conséquences de cette concession : la citoyenneté romaine est concédée saluo iure gentis, en préservant le droit local : le nouveau citoyen peut continuer à mener sa vie comme auparavant. La concession de la citoyenneté ne déséquilibre pas la vie des collectivités locales, les bénéficiaires nommés par la Tabula Banasitana conservent ainsi tous leurs devoirs envers le fisc.
La Tabula Banasitana a aussi apporté une riche information prosopographique en révélant les noms de gouverneurs de Maurétanie Tingitane ainsi que la composition du conseil impérial lors de la séance de juillet 177. En apportant de nouvelles données sur la citoyenneté romaine et sa concession au IIe siècle, elle a aussi contribué à la compréhension de l'édit de Caracalla.
La Tabula Banasitana ne doit pas être confondue avec l'édit de Banasa, une autre inscription sur bronze retrouvée à Banasa et qui témoigne d'une remise d'impôt par Caracalla en 216.